# Gonzalo Verón
Gonzalo Alberto Verón (Moreno, 24 dicembre 1989) è un calciatore argentino, attaccante svincolato.

## Caratteristiche tecniche
È un'ala sinistra che può giocare sulla fascia opposta e come centravanti.

## Palmarès

### Club

#### Competizioni nazionali
- Campionato argentino: 1

San Lorenzo: 2013 Inicial
- MLS Supporters' Shield: 1

New York Red Bulls: 2015

#### Competizioni internazionali
- Coppa Libertadores: 1

San Lorenzo: 2014